# Universalismo
Universalismo é um conceito e um construto filosófico e teológico que advoga o ponto de algumas ideias terem aplicação ou aplicabilidade universal. Uma comunidade que se chama a si própria universalista pode enfatizar os princípios universais da maioria das religiões e aceitar outras religiões de uma forma inclusiva, a crença universal de reconciliação entre a humanidade e o divino. Algumas formas de religiões Abraâmicas reivindicam o valor universal de sua doutrina e dos seus princípios morais, e, assim, "sentem-se incluídos".
Universalismo Cristão é centrado na ideia fundamental de Reconciliação Universal, também conhecida como a Salvação Universal — a doutrina de que toda alma humana é chamada a reconciliar-se com Deus, por causa do Seu divino amor e misericórdia.
Universalismo Unitarista propõe que religião é uma qualidade humana universal, e, assim, centra-se nos princípios universais da maioria das religiões conhecidas. Nessa perspectiva, ele aceita todas as religiões, de uma forma praticamente todo inclusiva.

## Universalismo e Ecumenismo
Os conceitos, construtos, ideias e propósitos do Universalismo e do Ecumenismo são distintos. Do Ecumenismo, o escopo é só a unificação das igrejas cristãs (no caso, Católica, Ortodoxa, Luterana, Anglicana e Protestantes. Nessa lógica conceitual, portanto, Ecumenismo subsume Universalismo, mas não o contrário.

Cabe, aqui, nota de inadequação atual do termo "protestante", pois o "protesto", como fundamentadamente ocorreu, foi um evento histórico e o nome então cunhado foi apenas uma regra de exclusão por parte do poder hegemônico religioso de então, exercido pela Igreja Católica. Essa denominação, após a consumação do protesto, e, pois, a cisão ministerial eclesiástica havida, não mais se justifica desde então e na contemporaneidade, sendo mais adequada e respeitosa, uma denominação como, por exemplo, no afã de generalidade, "Cristianismo não-Católico", ou outra que não afete pejoração).

Uma definição eclesiástica que se tem proposto como mais abrangente pretende que o ecumenismo seja a aproximação, a cooperação, a busca fraterna da superação das divisões entre as diferentes igrejas cristãs, no caso, todas elas.Em contraste, o escopo do universalismo é, ab initio et a priori, todo abrangente por natureza conceitual, na medida que a razão humana alcança, em suas várias expressões de cunho filosófico, espiritual [também religioso] e outros ideários mais. Assim, de forma simplificada, pode-se, lato sensu, ver ecumenismo como contido no universalismo, sem prejuízo de identidade de ambos os entes.

## Filosofia

### Universalismo e Universalidade
Embora refiram o mesmo objeto (aquilo que é — ou se quer tomar como — universal), deve ficar claro que, conceitualmente, não são a mesma coisa. De modo simples, pode-se dizer que enquanto universalismo é processo, universalidade é estado ou qualidade. Universalismo é, pois, o processo de busca da universalidade, como se o entenda. Em Filosofia, universalismo é a ideia de que coisas e fatos universais podem ser descobertos e, portanto, é entendido como em oposição ao Relativismo.
Em certas religiões, universalidade é a qualidade atribuída a uma entidade (coisa, ideia etc.) cuja existência é presumida e aceita como consistente em todo o universo humanamente imaginável.

### Universalismo moral
Universalismo moral (também chamado de objetivismo moral) é a concepção meta-ética de que algum sistema de ética, uma como ética universal, aplica-se ou pode aplicar-se universalmente, isto é, para todos os indivíduos em "equivalência de condições", independentemente de cultura, raça, sexo, religião, nacionalidade, orientação sexual ou outra qualquer  característica distintiva. Universalismo moral, pois, diferencia-se de (e, de certa forma, opõe-se a...)  moral, niilismo e relativismo moral. Contudo, nem todas as formas de universalismo moral são necessariamente absolutistas ou monistas; muitas delas, como o utilitarismo, são não-absolutistas, e outras formas, como a de Isaiah Berlin, podem ser pluralistas.

## Religião

### Bahá'í (Fé Bahá'í)
Na crença Bahá'í, um único Deus enviou todos os fundadores históricos das religiões mundiais, num processo por eles chamado de revelação progressiva. Como resultado, as grandes religiões do mundo são vistas como divinas na origem e contínuas em seu propósito. Nessa visão Bahá'í, há unidade entre todos os fundadores de religiões do mundo, embora cada revelação traga um conjunto mais avançado de ensinamentos na história humana, sem contudo, assistir-lhes, a todas, qualquer sincretismo.
Dentro dessa perspectiva universal, a unidade da humanidade é um dos ensinamentos centrais da Fé Bahá'í. Os ensinamentos Bahá'í afirmam que, já que todos os seres humanos foram criados à imagem de Deus, Deus não faz distinção entre as pessoas, a despeito de raça, cor, religião ou outra distinção. Como todos os seres humanos foram criados iguais, todos eles requerem igualdade nas oportunidades e no tratamento. A ideário da fé Bahá'í  promove a unidade da humanidade, e propõe que a visão de mundo das pessoas deve ser abrangente, universal, e, pois, que as pessoas devem amar o mundo inteiro, ao invés de incluir somente a sua nação.
O ensino não iguala unidade e uniformidade. A escritura Bahá'í defende a unidade na diversidade, com valorização da variedade da raça humana. Operando em escala mundial, essa visão cooperativa dos povos e  nações do planeta culmina em visão de praticidade do progresso nos negócios e inevitabilidade da paz no mundo.

### Cristianismo

Universalismo cristão

A ideia fundamental do Universalismo Cristão Original (também dito Universalismo Cristão Ortodoxo) é o chamado à Reconciliação Universal – posto que todos os seres humanos já receberam a Salvação em Jesus Cristo, e todas as coisas foram reconciliadas com o Pai Celeste — de modo que todos os seres humanos (todos são chamados, mas nem todos atendem ao chamado, em virtude do livre-arbítrio e da propensão original ao mal) todos possam vir a receber o seu penhor de Salvação, e por fim, entrar no gozo do Céu, Reino de Deus, por meio da obra salvífica, que é por Sua graça, de Jesus Cristo. Com efeito, o Universalismo Cristão Original é sua essência pura. Segundo seus ensinamento, contidos nos evangelhos (de todas as traduções e versões), o Universalismo Cristão Original (ou Ortodoxo) apresenta-se, de modo suficientemente claro — para aqueles que o aceitam assim — os seguintes fundamentos, entre tantos, em toda a Bíblia Sagrada:

- (21) Nem todo o que me diz: Senhor, Senhor! entrará no reino dos céus, mas aquele que faz a vontade de meu Pai, que está nos céus. (Mateus 7:21)

Universalistas Cristãos Heterodoxos, por seu turno, citam inúmeras passagens bíblicas, que, a seu ver, referem a salvação de todos os seres. Eles ainda argumentam que um inferno eterno é injusto e contra a natureza e os atributos de um Deus amoroso.
Demais crenças do Universalismo Cristão Heterodoxo são, com devidas ressalvas, compatíveis com o Cristianismo em sua expressão mais geral:

- O pecado tem consequências negativas para com o pecador, nesta vida ou na vida pós-morte. Entretanto, todas as punições de Deus para o pecado são apenas corretivas e remediantes e nenhuma delas durará eternamente, tampouco resultará a destruição permanente da alma. Alguns cristãos universalistas heterodoxos acreditam na ideia de um "Inferno-Purgatório", um lugar temporário de purificação,[14] ao qual alguns deverão ser submetidos, antes de sua entrada [inevitável e para todos] no Céu.

Cabe, aqui, nota específica, relativa aos conceitos bíblicos de espírito, alma e corpo. Das Escrituras Sagradas, depreende-se que o ser humano é trino (espírito, alma e corpo) e que essas três entidades formam um só ser: três em um. Espírito é a porção divina que é originariamente soprada (ruah) no ser humano, dotado de corpo (soma) e que, por isso, passa a ter faculdade consciencial-mental-psicológica (psiqué), precisamente sua alma.Isso explicado, biblicamente, apenas o espírito é imortal. Corpo e alma são mortais.O Apóstolo Paulo declara em sua Primeira Carta aos Tessalonicenses (1 Tessalonicenses 5:23):

- E o mesmo Deus de paz vos santifique em tudo; e todo o vosso espírito, e alma, e corpo, sejam plenamente conservados irrepreensíveis para a vinda de nosso Senhor Jesus Cristo.

#### História
Escritores universalistas (George T. Knight) alegaram que o Universalismo foi crença generalizada entre os teólogos, no início do Cristianismo, incluindo figuras importantes, tais como Orígenes e Clemente de Alexandria. Orígenes e Clemente teriam ensinado a existência do "Inferno não-eterno". O inferno seria lugar corretivo ao qual alguém foi para pagar/purgar somente seus pecados antes de entrar no Céu.
A primeira inconteste e documentada aparição dessas ideias cristãs universalistas na modernidade deu-se no século XVII, na Inglaterra, e no século XVIII, na Europa e na América colonial. Gerrard Winstanley (Inglaterra, 1648), Richard Coppin (Inglaterra, 1652), Jane Leade (Inglaterra, 1697) e George de Benneville (França e América, século XVIII) ensinaram que Deus concede a todos os seres humanos a salvação. As pessoas que ensinavam essa doutrina na América vieram a ser  conhecidas como Igreja Universalista da América.
O termo grego apocatastasis veio a ser relacionado por alguns com crenças desse Universalismo Cristão, mas os Pais da Igreja ensinaram-no diferentemente.

#### Teologia universalista
A teologia universalista Universalista baseia-se na história, nas escrituras e assunções sobre a natureza de Deus. Thomas Whittemore escreveu o livro "100 Provas Bíblicas de que Jesus Cristo Vai Salvar Toda a Humanidade", com versos do Antigo e do Novo Testamentos, a apoiarem a visão universalista.
Alguns versículos da Bíblia que ele cita (e outros universalistas cristãos citam) são:

- "Porque Deus tem vinculado a todos os homens sobre a desobediência para que ele possa ter misericórdia de todos." (Romanos 11:32)

#### Alegados erros de tradução
Universalistas cristãos indicam erros de tradução da palavra grega αιών (aion), dando origem às ideias de "Inferno Eterno" e de que alguns não serão salvos.
Essa palavra grega é a origem da palavra aeon, do inglês moderno, que se refere a um período de tempo ou uma época.
O teólogo Marvin Vincent (século XIX) escreveu sobre a palavra aion, e a suposta conotação de "eterno" ou "temporal": Aion, transliterada aeon, é um período de maior ou menor duração, tendo um começo e um fim, e completa em si mesma. [...] Nem a palavra nem o adjetivo, em si, carregam o sentimento de infinito ou eterno ". Dr. Ken Vincent escreve que "Quando ele (aion) foi traduzido para o latim da Vulgata, "aion" tornou-se "aeternum", que significa "eterno".

#### Novo Pensamento
A Igreja da Unidade, Ciência Religiosa, e a Ciência Divina são denominações dentro do movimento Novo Pensamento. Cada uma ensina que "há um fio comum da verdade no coração de todas as religiões". Novo Pensamento é um sistema de crenças em constante evolução, que incorporará a Verdade , onde quer que ela seja encontrada, daí o nome:   "Novo Pensamento. Tudo é Deus, Mas Deus transcende a tudo.".

#### Universalismo Unitário
Universalismo Unitário (UU) é uma religião teologicamente liberal, que propõe uma "busca livre e responsável pela verdade e pelo significado". Universalistas Unitários não compartilham de uma crença; em vez disso, eles são unidos pela sua pesquisa compartilhada para crescimento espiritual e pela compreensão de que a teologia do indivíduo é resultado dessa pesquisa e não da obediência a exigências autoritárias . Universalistas Unitários provêm a partir de todas as grandes religiões do mundo e muitas fontes  teológicas diferentes, e têm uma ampla gama de crenças e práticas.
Apesar de sua origem no Cristianismo, UU não se diz mais igreja Cristã. Desde 2006, menos de, cerca de 20% dos Universalistas Unitários identificaram-se como cristãos. Universalismo Unitário contemporâneo advoga abordagem pluralista da crença religiosa, segundo a qual os membros podem descrever-se como humanista, agnosticistas, teísta, ateístas, pagãos, cristãos, monoteístas, panteístas, politeístas, ou nome nenhum.
A Associação Universalista Unitária (UUA) foi formada em 1961, com a consolidação da Associação dos Americanos Unitários, criada em 1825, e a Igreja Universalista da América, em 1866. Sua sede, em Boston,  serve mais as igrejas nos Estados Unidos. O Conselho Unitário Canadense tornou-se independente em 2002.

### Hinduísmo
O autor David Frawley diz que o Hinduísmo tem um "universalismo de fundo " e seus ensinamentos contêm "relevância universal". O Hinduísmo é também, naturalmente, religiosamente pluralista. Um conhecido hino& védico diz: "a Verdade é Uma só, embora os sábios conheçam-na de várias formas.". No Bhagavad Gītā (4:11), Deus, "manifestando-se como uma encarnação", afirma: "Como as pessoas se aproximem de mim, assim eu as recebo. Todos os caminhos levam a mim". A religião hinduísta não tem dificuldade teológica em aceitar graus de verdade de outras religiões. O Hinduísmo enfatiza que todos realmente adoram o mesmo Deus, quer se saiba ou não.
Enquanto o Hinduísmo tem uma abertura e tolerância para com as outras religiões, ele também tem uma ampla gama de diversidade dentro dele Há seis escolas ortodoxos hinduístas de filosofia/teologia,</ref> bem como há, também, vários escolas heterodoxas (ou não-ortodoxas), tradições que são chamadas darshanas.
Universalismo induísta, Neo-Hinduísmo  ou Neo-Vedantismo é uma interpretação moderna do Hinduísmo que se formou em resposta ao colonialismo ocidental e ao orientalismo puro. Isso denota a ideologia [pretendida, proposta] de que todas as religiões são verdadeiras e, portanto, dignas de respeito e tolerância.
É interpretação moderna que tem como objetivo apresentar o Hinduísmo como um "ideal homogeneizado do Hinduísmo" com Advaita Vedanta como doutrina central. Por exemplo, apresenta que:
... uma imaginada "unidade integral", que era, provavelmente pouco mais do que uma visão "imaginada" da vida religiosa duma elite cultural apenas, mas, empiricamente, quase sem conexão com a realidade concreta do desenvolvimento cultural, ao longo dos séculos, na região do sul da Ásia.
Alguns defendem que o hinduísmo, como estrutura filosófico-espiritual-religioso, abrange o universalismo, por conceber o mundo inteiro como uma única família, que deifica a única verdade, e, portanto, ele aceita todas as formas de crenças e rejeita rótulos de diferentes religiões, o que implicaria uma divisão de identidade.
Essa reinterpretação modernizad tornou-se uma ampla corrente na cultura indiana, estendendo-se muito além do Dashanami Sampradaya, o Advaita Vedanta Sampradaya fundado por Adi Shankara. Um expoente inicial do Universalismo Hinduísta foi Ram Mohan Roy, que estabeleceu o Brahmo Samaj. O Universalismo Hinduísta popularizou-se no século XX, tanto na Índia como também no ocidente por Vivekananda e Sarvepalli Radhakrishnan. A veneração por todas as outras religiões foi articulada por Gandhi:
Após demorado estudo e experiência, eu cheguei à conclusão de que [1] todas as religiões são verdadeiras; [2] todas as religiões têm algum erro; [3] odas as religiões são quase tão boas quanto meu próprio hinduísmo, na medida em que todos os seres humanos deveriam ser como parentes próximos. Minha própria veneração por outras fés é a mesma que minha própria fé; portanto, nenhum pensamento de conversão é possível
Orientalistas ocidentais tiveram importante papel nessa popularização, ao considerarem Vedanta a "teologia central Hinduísta". Alguns estudiosos orientais veem o Hinduísmo como "única religião mundial", em detrimento das demais crenças e práticas Hindus, como "distorções" dos ensinos védicos básicos.

### Islamismo
O islã reconhece, numa certa medida, a validade das religiões Abraâmicas, o Alcorão identificação de Judeus, Cristãos e "Sabi un" (geralmente tomada como uma referência para o Mandaeans) como "Povo do Livro" (ahl al-kitab). Mais tarde, teólogos islâmicos ampliaram essa definição para incluir zoroastristas, e, posteriormente, até mesmo os hinduístas, na medida em que o nascente império Islâmico trouxe muitas pessoas que professam essas religiões sob o seu domínio, mas o Alcorão explicitamente identifica apenas os judeus, os cristãos, e os sabeus, como o Povo do Livro A relação entre o Islã e o universalismo assumiu crucial importância no contexto do Islamismo, particularmente no que se refere a Sayyid Qutb, um dos principais membros da Irmandade Muçulmana, e um dos principais filósofos contemporâneos do Islã.
Existem vários pontos de vista dentro do Islã, com respeito ao Universalismo. De acordo com os ensinos mais inclusivos, comuns entre os movimentos liberais muçulmanos, todas as religiões monoteístas ou Adeptos do Livro, têm uma chance de salvação. Por exemplo, a Surata 2:62,256 afirma que:
Em verdade! Aqueles que creem e aqueles que são Judeus e Cristãos, e os Sabianos, quem crê em Allah e no Último Dia e praticam boas ações justas, terão seu galardão com seu Senhor, neles não haverá temor, nem se afligirão... Não haja compulsão na religião.
Em contraste, o ensino mais exclusivo opina diferentemente. O Salafi refere a Surata 9:5,29:[?]
Então, quando os meses sagrados tiverem passado, mate os idólatras [mushrikun] onde quer que você os encontre, e os tome, e os sitie, e espere em cada estratagema de guerra. Mas se eles se arrependerem e estabelecerem a adoração e pagarem o zakat, então deixem o caminho livre. Lo! Deus é perdoador, Misericordioso [...] Lute contra aqueles que receberam as Escrituras [ie pessoas do livro] como não crêem em Allah nem no Último Dia, e não proíbam aquilo que Allah proibiu por Seu mensageiro, e não siga a religião da verdade, até que eles paguem a jizya prontamente, sendo trazidos para baixo [em submissão].
As interpretações de todas essas passagens são muito disputadas entre as várias escolas de pensamento, tradicionalista e mentalidade reformada, e ramos do Islã, a partir do Quranismo reformista e Ahmadiyya  para a ultratradicionalista Salafi, como é a doutrina de revogação (naskh), que é usada para determinar quais versículos têm precedência, com base na cronologia reconstruída, com versos posteriores substituindo os anteriores. A cronologia tradicional coloca Surata 9 como a último ou penúltima surata revelada. Assim, na exegese tradicional, ela ganha grande poder de abrogação, e os versículos 9:5,29,73 foram indicados à revogação 2:256. O ahadith também desempenha papel importante nesse contexto, e diferentes escolas de pensamento atribuem diferentes ponderações e decisões de autenticidade para diferentes hadith, com quatro escolas sunitas de pensamento aceitando as Seis Autênticas Coleções, geralmente, junto com o Muwatta Imam Malik. Dependendo do nível de aceitação e a rejeição de certas tradições, a interpretação do Corão pode ser alterada imensamente, a partir do Qur'anists e Ahmadi, que rejeitam os ahadith, para o Salafi, ou ahl al-hadith, que mantêm a totalidade das coleções tradicionais em grande reverência.
O Islã tradicional vê o mundo como bipartido, constituído da Casa do Islã, que é, onde as pessoas vivem sob a lei Islâmica; e a Casa da Guerra, isto é, onde as pessoas não vivem sob a lei Islâmica, que deve ser convertidos using whatever resources available, including, in some traditionalist and conservative interpretations, utilizando todos os recursos disponíveis, incluindo, conforme alguns tradicionalistas e conservadores, com o uso da violência, como luta santa no caminho de Alá, para converter seus habitantes ao Islã, ou, então, para regrá-los sob a Sharia (cf. dhimmi).

### Judaísmo
O judaísmo ensina que Deus escolheu o povo judeu& para ser em um único pacto com Deus, e uma de suas crenças é de que eles foram encarregados pela Torá na missão específica de ser luz para as nações, e para exemplificar o pacto com Deus, tal como descrito na Torá para outras nações. Essa visão não impede a crença de que Deus também tenha relação com outros povos — em vez disso, o Judaísmo sustenta que Deus fez uma aliança com toda a humanidade como noaítas, e que Judeus e não-Judeus têm relacionamento com Deus, de modo universal, como aberto para toda a humanidade.
Uma organização online, o Instituto dos Líderes Espirituais Judeus, fundado e dirigido por Steven Blane, que chama a si mesmo de "Rabino Universalista Judeu Americano", crê numa forma mais inclusiva versão de Universalismo Judeu, afirmando que "Deus escolheu igualmente todas as nações para serem luz no mundo, e todos temos muito que aprender e compartilhar uns com os outros. Só podemos realizar Tikkun Olam por meio de nossa aceitação incondicional da doutrinas pacíficas um do outro."

### Maniqueísmo
O Maniqueísmo, como Gnosticismo cristão e Zurvanismo, era inerentemente universalista.

### Siquismo
No Siquismo, todas as religiões do mundo são comparados as rios que fluem para um só oceano. Embora os gurus siques não concordem com as práticas de jejum, idolatria e  peregrinação durante os seus horários, ressaltaram que todas as religiões devem ser toleradas e consideradas em pé de igualdade. A escritura sique, pelo Guru Granth Sahib, contém os escritos não apenas dos gurus siques, mas os escritos de vários santos hindus e muçulmanos, conhecidos como Bhagats. Embora o Siquismo não ensine que os homens são criados como uma imagem de Deus, ele afirma que a essência do Um está  presente em toda a sua criação. Como foi dito por Yogi Bhajan, o homem, que é creditado com o ter levado Siquismo para o Oeste:
"Se você não pode ver Deus em tudo, você não pode ver Deus por inteiro". (Sri Singh Sahib, Yogi Bhajan)
O Primeiro Sikh Guru, Guru Nanak disse a si mesmo:
"Não há hinduísta, nem há muçulmano, um sequer".
Com isso, o Guru Nanak significava que não há distinção entre a religião aos olhos de Deus, se politeísta, monoteísta, panteísta, ou mesmo ateísta, tudo o de que se precisa para ganhar a salvação é a pureza de coração, a tolerância com todos, a compaixão e a bondade. Ao contrário de muitas das grandes religiões do mundo, Siquismo não tem missionários, em vez disso, ele acredita que os homens têm a liberdade para encontrar seu próprio caminho para a salvação.

### Zoroastrismo
Algumas variedades de Zoroastristas (como Zurvanistas) são universalistas na aplicação a todas as raças, mas não necessariamente no sentido de salvação universal.

## Universalismonão-religioso
Universalismo não-religioso, como se diz, anuncia-se não apenas como um conjunto de valores, mas uma visão de mundo na qual qualquer um pode incluir-se observar e crer na universalidade da experiência humana, e trabalhar para manter princípios, ética, e ações que protejam essas coisas essenciais.
De fato, muitos Universalistas podem ser atraídos para a lógica de princípios universalmente aplicáveis, em vez de crença ou dogma. Unidade humana, solidariedade e percepção da necessidade de desenvolvimento sustentável e ordem global socialmente consciente estão entre as tendências desse universalismo.

## Críticas inerentes
Em seu livro O Milagre do Teísmo: Argumentos a favor e contra a Existência de Deus, o filósofo australiano J. L. Mackie nota que, enquanto no passado um milagre realizado por Jesus serviu como prova para os cristãos de que ele era o "único Deus verdadeiro", e que um milagre realizado por deidade doutra religião servira como prova (contraditória) para os seus próprios adeptos, a abordagem universalista resultou em qualquer milagre ser aceito como uma validação de todas as religiões, uma situação que ele caracteriza como "Operadores de Milagre do mundo, uni-vos!"

## Leitura complementar
- Ankerl, Guy. Global communication without universal civilization. Vol. 1: Coexisting contemporary civilizations: Arabo-Muslim, Bharati, Chinese, and Western. [S.l.: s.n.] ISBN 9782881550041
- Palmquist, Stephen (2000), «Chapter eight: Christianity as the Universal religion», in:  Palmquist, Stephen, Kant's critical religion, ISBN 9780754613336, Aldershot, Hants, England Burlington, Vermont: Ashgate. On-line.
- Scott, Joan W. (2005), «French Universalism in the nineties», in:  Friedman, Marilyn, Women and citizenship, ISBN 9780195175356, Studies in Feminist Philosophy, Oxford New York: Oxford University Press, pp. 35–51.